# Vittorio Battaglini
Vittorio Battaglini (Casola in Lunigiana, 17 giugno 1935 – Genova, 21 novembre 1979) è stato un carabiniere italiano, vittima del terrorismo.

## Biografia
Si arruolò nell'Arma dei Carabinieri come Carabiniere ausiliario, divenuto Vice Brigadiere nel 1960 fu promosso al grado di Maresciallo Ordinario nel 1977. Dopo aver operato in Sardegna e Toscana, dal 1979 prestava servizio presso il Nucleo operativo radiomobile dei carabinieri di Genova Sampierdarena. Nel 1979, la mattina del 21 novembre, giorno in cui l'Arma dei Carabinieri festeggia la sua patrona Virgo Fidelis, il maresciallo Battaglini e il carabiniere Mario Tosa svolgevano il servizio di pattugliamento delle principali arterie urbane di Genova. A poca distanza dalla sede del loro comando, i militari dell'Arma entrarono in un bar ove vennero fatti segno, proditoriamente, di 11 colpi di pistola alle spalle da parte di due terroristi, che si diedero alla fuga su una Fiat 128 rubata. L'attentato venne rivendicato, con una telefonata anonima al quotidiano genovese Il Corriere Mercantile, da parte delle Brigate Rosse colonna genovese Francesco Berardi.
Il 29 luglio 2008 è stata intitolata alla memoria del maresciallo ordinario Vittorio Battaglini la caserma del Comando Compagnia Carabinieri di Arenzano (Genova).
Nel 2009 nel Comune di Casola in Lunigiana ha avuto luogo la commemorazione per il 30º anniversario dalla sua scomparsa con una manifestazione solenne nella piazza a lui titolata.
A Genova nella via intitolata al maresciallo ordinario Vittorio Battaglini, sotto una targa ricordo, posta sul luogo dell'eccidio il 21 novembre 1982, annualmente viene deposta una corona d'alloro.